# Turi (Włochy)
Turi – miejscowość i gmina we Włoszech, w regionie Apulia, w prowincji Bari.
Według danych na styczeń 2009 gminę zamieszkiwało 12 141 osób przy gęstości zaludnienia 171,6 os./1 km².

## Współpraca
Miejscowość partnerska
- Roeser, Luksemburg